# Mudug
Mudug er en officiel territorial enhed i det centrale Somalia, hvor hovedbyen er Gaalkacyo. Mudug grænser op til Etiopien og de somaliske territoriale enheder Nugaal og Galguduud samt Det Indiske Ocean.
6°6′47″N 47°59′17″Ø / 6.11306°N 47.98806°Ø